# Akraberg

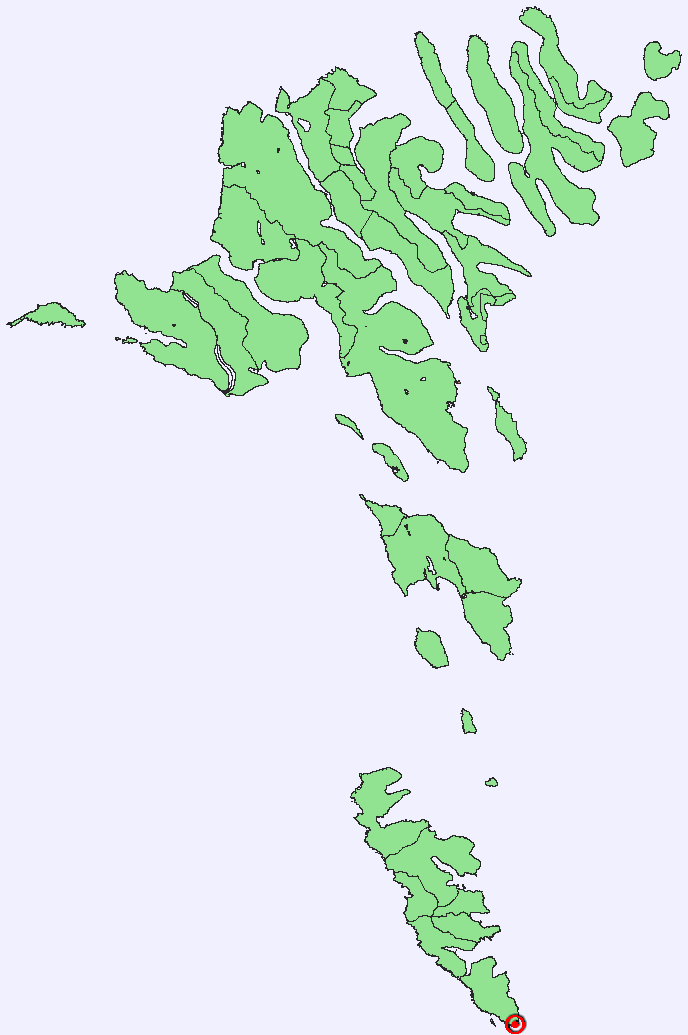
Akraberg helyzete Feröeren

Akraberg egy helység Feröeren. Korábban lakott hely volt, ma azonban csak egy világítótorony áll itt.

## Földrajz

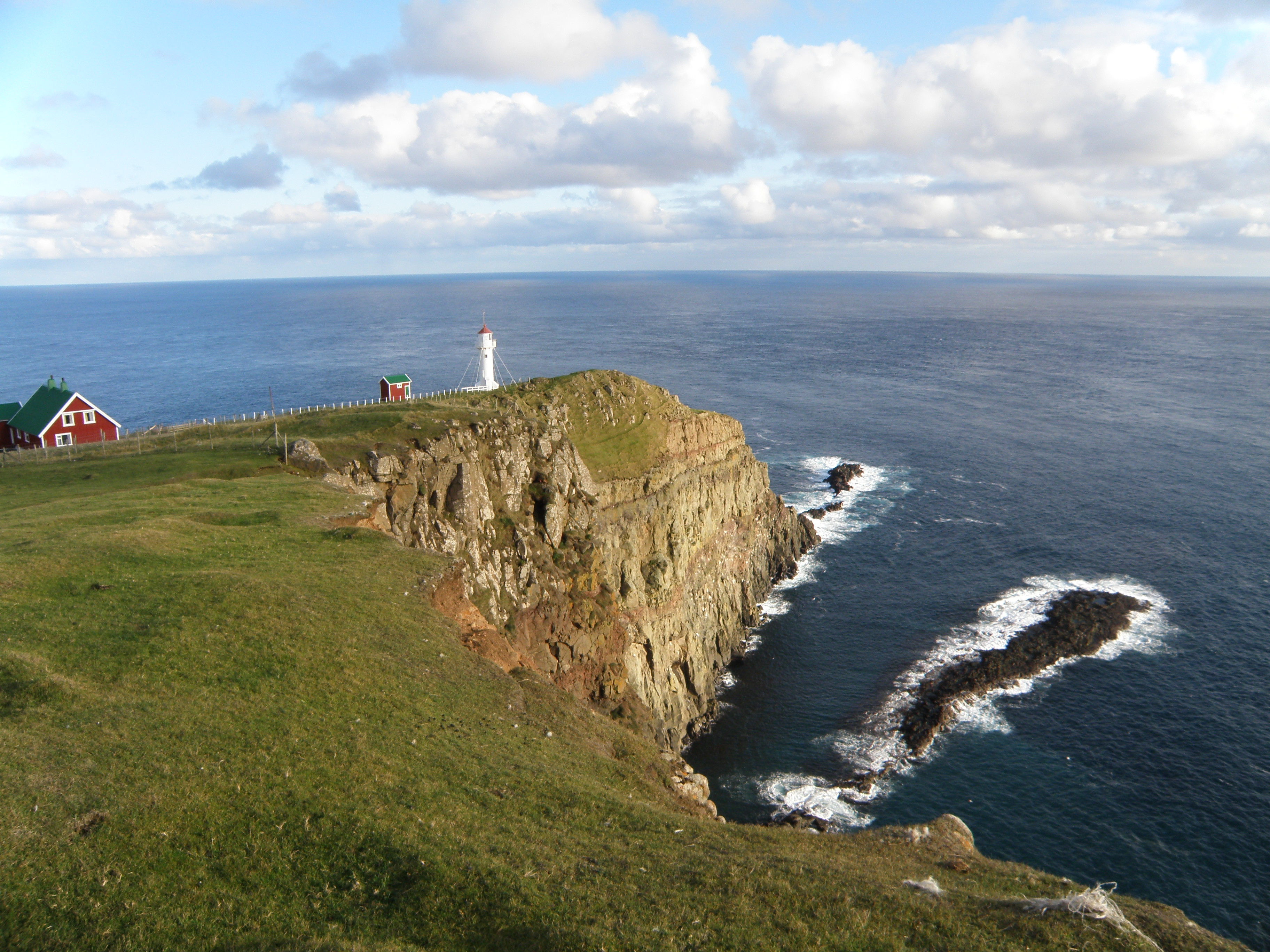
Az akrabergi földnyelv és a világítótorony

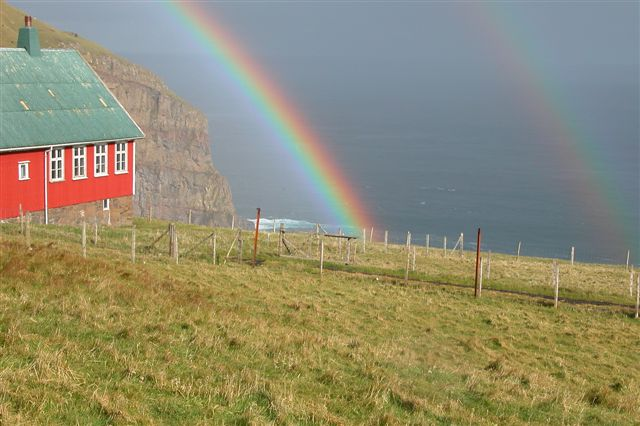
Kettős szivárvány Akrabergnél

Ez Suðuroy legdélebbi pontja, ennél délebbre csak néhány szikla (köztük a legdélebbi Sumbiarsteinur, más néven Munkurin) emelkedik ki a tengerből. Déli irányban a legközelebbi szárazföld a 300 km-re fekvő Shetland.

### Éghajlat
Akraberg éghajlati jellemzőit a következő táblázat foglalja össze:
| Akraberg 1961-1990               | Jan | Feb | Márc | Ápr | Máj | Jún | Júl  | Aug  | Szept | Okt | Nov | Dec | Éves |
| -------------------------------- | --- | --- | ---- | --- | --- | --- | ---- | ---- | ----- | --- | --- | --- | ---- |
| Átlagos maximum hőmérséklet (°C) | 5,4 | 5,4 | 5,5  | 6,5 | 8,1 | 9,9 | 11,1 | 11,4 | 10,2  | 8,8 | 6,6 | 5,8 | 7,9  |
| Átlaghőmérséklet (°C)            | 3,8 | 3,9 | 4,0  | 4,8 | 6,6 | 8,4 | 9,6  | 10,0 | 8,9   | 7,5 | 5,1 | 4,2 | 6,4  |
| Átlagos minimum hőmérséklet (°C) | 1,9 | 2,0 | 2,0  | 2,9 | 5,0 | 6,9 | 8,1  | 8,5  | 7,2   | 5,8 | 3,2 | 2,2 | 4,6  |
| Átlagos csapadékmennyiség (mm)   | 90  | 60  | 77   | 48  | 43  | 51  | 65   | 65   | 94    | 108 | 90  | 95  | 884  |
| Havi csapadékos napok száma      | 18  | 13  | 17   | 12  | 10  | 11  | 12   | 12   | 16    | 18  | 17  | 19  | 173  |

## Történelem
1040-től kezdve egy fríz település volt itt egészen 1350-ig, amikor a fekete halál elpusztította a lakosságot. A frízek hosszú ideig pogányok maradtak az után is, hogy a feröeriek keresztény hitre tértek. Állítólag részben kalózkodásból éltek, és számos feröeri monda tesz róluk említést.
1909-ben épült fel a világítótorony, és mivel a legközelebbi település, Sumba viszonylag messze van (2 km), a toronyőr számára egy ház is. Mivel ma már nem kell állandó személyzet a toronyhoz, a házban nem lakik senki.

## Gazdaság
A világítótornyon kívül itt működik az Útvarp Føroya középhullámú rádióadója, amely az 531 kHz-es frekvencián sugároz, teljesítménye pedig 200 kW.

### Külső hivatkozások
- Flickr - fényképek (angol)
- Panorámakép[halott link] (dán)
- Sumba and Akraberg, Visit Suðuroy (feröeri, dán, angol)
- Akraberg, faroestamps.fo (angol, német, francia, dán, feröeri)
- Akraberg, fallingrain.com (angol)